# Домнин Солунски
Домнин (на гръцки: Δομνίνος; на латински: Domninus) е православен светец от IV век, почитан в лика на мъчениците. Паметта му се почита в Източноправославната църква на 1 октомври.

## Биография
Роден е в III век в големия македонски град Солун, тогава в Римската империя, в семейство на християни. По-късно сам проповядва християнството в Солун и води праведен живот. Когато император Галерий (305 - 311) пристига в Солун, за да построи дворец в града, Домнин е арестуван по заповед на императора заради християнската си вяра и му е предложено да принесе жертва на езическите богове. След като отказва, императорът заповядва да му отрежат краката до коленете. Домнин живее една седмица, след което умира и е провъзгласен за светец.